# Источноаустралијска торбарска мачка
Источноаустралијска торбарска мачка или торбарска куна, источна квола (Dasyurus viverrinus) је врста сисара торбара из реда Dasyuromorphia и породице Dasyuridae.

## Распрострањење
Ареал врсте је ограничен на једну државу. Аустралија је једино познато природно станиште врсте. Данас се одржала само на Тасманији.

## Станиште
Станишта врсте су шуме и травна вегетација.

## Угроженост
Ова врста је на нижем степену опасности од изумирања, и сматра се скоро угроженим таксоном.